# Полик (Ґарволінський повіт)
По́лик (пол. Polik) — село в Польщі, у гміні Мацейовиці Ґарволінського повіту Мазовецького воєводства.
Населення — 152 особи (2011).
У 1975—1998 роках село належало до Седлецького воєводства.

## Демографія
Демографічна структура станом на 31 березня 2011 року:
|          | Загалом | Допрацездатний вік | Працездатний вік | Постпрацездатний вік |
| -------- | ------- | ------------------ | ---------------- | -------------------- |
| Чоловіки | 82      | 17                 | 49               | 16                   |
| Жінки    | 70      | 18                 | 35               | 17                   |
| Разом    | 152     | 35                 | 84               | 33                   |